# Île d'Abou Dabi
Pour les articles homonymes, voir Abou Dabi.
L'île d'Abou Dabi est une île des Émirats arabes unis sur laquelle s'est développée la ville éponyme, capitale de l'émirat du même nom et du pays. S'avançant dans le golfe Persique et entouré d'autres îles et de mangrove, elle est totalement urbanisée et son littoral partiellement artificialisé. 
L'île mesure environ 17,5 kilomètres de longueur pour une largeur allant de 4 à 12 kilomètres.
Plusieurs ponts la relient directement au continent dont elle est séparée par le Khor Al Maqta (dont le pont Cheikh Zayed, le pont Maqta et le pont Musaffah), ainsi qu'à certaines îles voisines.